# Dani Raba
Daniel Rabaseda Antolín, dit Dani Raba, né le 29 octobre 1995 à Santander, est un footballeur espagnol évoluant au poste d'ailier au Valence CF.

## Biographie
Daniel Rabaseda Antolín est né en octobre 1995 dans la ville de Santander, située en Espagne. Il reçoit sa formation footballistique dans les clubs de Calasanz et Bansander avant de rejoindre le Villarreal CF.
Raba, de son surnom, grimpe tous les échelons le menant à l'équipe première et commence ainsi sa carrière avec le Villarreal CF C en 2014. Deux ans plus tard, il est promu avec l'équipe B avec laquelle il marque neuf buts en cinquante-quatre matchs.
Raba joue son premier match professionnel le 25 octobre 2017 lors d'une défaite 0-1 contre le SD Ponferradina en Coupe d'Espagne. Il fait ses débuts en Liga le 5 novembre suivant, remplaçant Carlos Bacca face à Málaga (victoire 2-0).
Raba marque son premier but professionnel le 23 novembre 2017 contre le FC Astana, en Ligue Europa, participant à un succès 3-2. Dix jours plus tard, l'ailier inscrit un but en championnat malgré une défaite 1-3 face au CD Leganés. En seconde partie de saison, Raba récolte plus de temps de jeu et laisse entrevoir un potentiel intéressant lors de ses apparitions. En avril 2018, il contribue à un nul 2-2 en marquant un but et délivrant une passe contre le Séville FC. Raba termine ce mois avec un but et quatre passes en Liga. Sa première saison professionnelle se clôture sur un total de vingt-neuf matchs pour quatre buts.
La saison 2018-2019 est pourtant décevante pour le jeune ailier qui peine à se faire une place de titulaire. Raba ne prend part qu'à huit rencontres de championnat pour une passe décisive délivrée.
Raba est logiquement prêté à la SD Huesca le 5 août 2019. Il découvre la Segunda División le 18 août face à l'UD Las Palmas (victoire 0-1). Raba marque son premier but le 25 août et participe à une victoire 3-1 contre le Deportivo La Corogne. À l'issue d'une saison contrastée sur le plan personnel avec 5 buts marqués, Raba remporte le championnat, premier titre officiel de Huesca dans son histoire.
Le 5 juin 2025, le Valence CF annonce la signature de Raba, qui sera effective à l’ouverture du mercato estival le 1er juillet, pour deux saisons. Le site officiel du club affirme que le joueur « a atteint un stade de maturité dans sa carrière et apportera performance, expérience et qualité ».

## Statistiques
| Saison                | Club                  | Championnat           | Championnat | Championnat | Championnat | Coupe(s) nationale(s) | Coupe(s) nationale(s) | Coupe(s) nationale(s) | Compétition(s) continentale(s) | Compétition(s) continentale(s) | Compétition(s) continentale(s) | Compétition(s) continentale(s) | Autres compétitions | Autres compétitions | Autres compétitions | Autres compétitions | Total | Total | Total |
| Saison                | Club                  | Division              | M.          | B.          | P.d.        | M.                    | B.                    | P.d.                  | Comp.                          | M.                             | B.                             | P.d.                           | Comp.               | M.                  | B.                  | P.d.                | M.    | B.    | P.d.  |
| 2015-2016             | Villarreal CF C       | D4                    | 29          | 3           | -           | -                     | -                     | -                     | -                              | -                              | -                              | -                              | -                   | -                   | -                   | -                   | 29    | 3     | 0     |
| 2015-2016             | Villarreal CF C       | D4                    | 25          | 6           | -           | -                     | -                     | -                     | -                              | -                              | -                              | -                              | -                   | -                   | -                   | -                   | 25    | 6     | 0     |
| Sous-total            | Sous-total            | Sous-total            | 54          | 9           | -           | -                     | -                     | -                     | -                              | -                              | -                              | -                              | -                   | -                   | -                   | -                   | 54    | 9     | 0     |
| 2015-2016             | Villarreal CF B       | D3                    | 1           | 0           | -           | -                     | -                     | -                     | -                              | -                              | -                              | -                              | -                   | -                   | -                   | -                   | 1     | 0     | 0     |
| 2016-2017             | Villarreal CF B       | D3                    | 20          | 1           | -           | -                     | -                     | -                     | -                              | -                              | -                              | -                              | -                   | -                   | -                   | -                   | 20    | 1     | 0     |
| 2017-2018             | Villarreal CF B       | D3                    | 14          | 3           | -           | -                     | -                     | -                     | -                              | -                              | -                              | -                              | BP                  | 4                   | 2                   | 1                   | 18    | 5     | 1     |
| Sous-total            | Sous-total            | Sous-total            | 35          | 4           | -           | -                     | -                     | -                     | -                              | -                              | -                              | -                              | -                   | 4                   | 2                   | 1                   | 39    | 6     | 1     |
| 2017-2018             | Villarreal CF         | Liga                  | 21          | 2           | 4           | 4                     | 1                     | 1                     | C3                             | 4                              | 1                              | 0                              | -                   | -                   | -                   | -                   | 29    | 4     | 5     |
| 2018-2019             | Villarreal CF         | Liga                  | 8           | 0           | 1           | 4                     | 1                     | 3                     | C3                             | 5                              | 1                              | 0                              | -                   | -                   | -                   | -                   | 17    | 2     | 4     |
| 2020-2021             | Villarreal CF         | Liga                  | 5           | 0           | 0           | 4                     | 1                     | 0                     | C3                             | 2                              | 0                              | 0                              | -                   | -                   | -                   | -                   | 11    | 1     | 0     |
| 2021-2022             | Villarreal CF         | Liga                  | 7           | 0           | 0           | 3                     | 1                     | 2                     | C1                             | 1                              | 0                              | 0                              | SU                  | 1                   | 0                   | 0                   | 12    | 1     | 2     |
| Sous-total            | Sous-total            | Sous-total            | 41          | 2           | 5           | 15                    | 4                     | 6                     | -                              | 12                             | 2                              | 0                              | -                   | 1                   | 0                   | 0                   | 69    | 8     | 11    |
| 2019-2020             | SD Huesca (prêt)      | D2                    | 23          | 4           | 1           | 1                     | 1                     | 0                     | -                              | -                              | -                              | -                              | -                   | -                   | -                   | -                   | 24    | 5     | 1     |
| 2021-2022             | Grenade CF (prêt)     | Liga                  | 2           | 0           | 0           | -                     | -                     | -                     | -                              | -                              | -                              | -                              | -                   | -                   | -                   | -                   | 2     | 0     | 0     |
| 2022-2023             | CD Leganés            | D2                    | 31          | 4           | 3           | 1                     | 0                     | 0                     | -                              | -                              | -                              | -                              | -                   | -                   | -                   | -                   | 32    | 4     | 3     |
| 2023-2024             | CD Leganés            | D2                    | 34          | 8           | 7           | 0                     | 0                     | 0                     | -                              | -                              | -                              | -                              | -                   | -                   | -                   | -                   | 34    | 8     | 7     |
| 2024-2025             | CD Leganés            | Liga                  | 29          | 8           | 6           | 4                     | 1                     | 0                     | -                              | -                              | -                              | -                              | -                   | -                   | -                   | -                   | 33    | 9     | 6     |
| Sous-total CD Leganés | Sous-total CD Leganés | Sous-total CD Leganés | 94          | 20          | 16          | 5                     | 1                     | 0                     | -                              | -                              | -                              | -                              | -                   | -                   | -                   | -                   | 99    | 21    | 16    |
| 2025-2026             | Valence CF            | Liga                  | 0           | 0           | 0           | 0                     | 0                     | 0                     | -                              | -                              | -                              | -                              | -                   | -                   | -                   | -                   | 0     | 0     | 0     |
| Total sur la carrière | Total sur la carrière | Total sur la carrière | 249         | 39          | 22          | 21                    | 6                     | 6                     | -                              | 12                             | 2                              | 0                              | -                   | 5                   | 2                   | 1                   | 287   | 49    | 29    |

## Palmarès

### En club
- Champion de Segunda División en 2020 avec la SD Huesca.
- Vainqueur de la Ligue Europa en 2021 avec Villarreal CF.
- Finaliste de la Supercoupe de l'UEFA en 2021 avec Villarreal CF.